# Ostriveț, Babanka
Ostriveț (în ucraineană Острівець) este o comună în raionul Babanka, regiunea Cerkasî, Ucraina, formată numai din satul de reședință.

## Demografie
Componența lingvistică a comunei Ostriveț
     Ucraineană (97,82%)
     Rusă (1,97%)
     Alte limbi (0,22%)
Conform recensământului din 2001, majoritatea populației comunei Ostriveț era vorbitoare de ucraineană (97,82%), existând în minoritate și vorbitori de rusă (1,97%).